# Lancetvormige streepvaren
De lancetvormige streepvaren (Asplenium billotii) is een varen uit de streepvarenfamilie (Aspleniaceae). De plant komt voor in zandsteengebergtes in Midden-Europa en wordt heel zelden in België aangetroffen.

## Naamgeving enetymologie
- Synoniem: Asplenium obovatum subsp. billotii , A. obovatum subsp. lanceolatum (Fiori) P. Silva
- Duits: Billots Streifenfarn
- Engels: Lanceolate spleenwort
- Frans: Doradille de Billot

De botanische naam Asplenium is afgeleid van Oudgrieks ἄσπληνον, ásplēnon (= miltkruid). De soortaanduiding billotii is een eerbetoon aan de Franse botanicus Paul Constant Billot (1796-1863), die het type-exemplaar verzamelde.

## Kenmerken

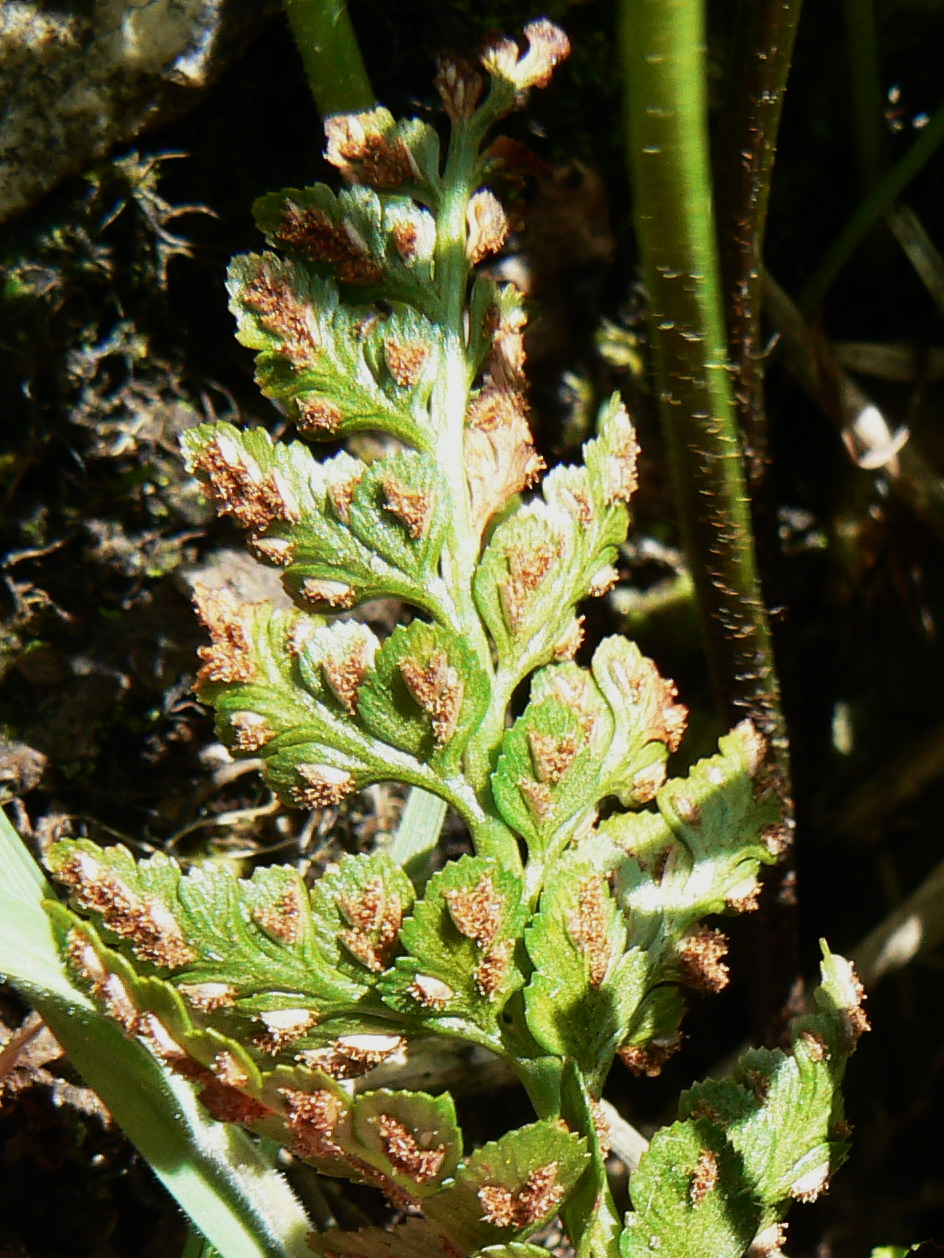
Lancetvormige streepvaren, sporenhoopjes op de onderkant van het blad

De lancetvormige streepvaren is een tot 30 cm grote, altijdgroene terrestrische varen (hemikryptofyt) met in bundels geplaatste bladstelen, onderaan bruin en naar boven toe groengekleurd.
De bladen zijn langer dan de steel, eenvormig, de bladschijf lijnlancetvormig, naar de voet toe nauwelijks of niet versmald, twee- tot driemaal gedeeld, glad en lichtgroen gekleurd. De blaadjes van tweede orde staan verspreid tot bijna paarsgewijs langs de steel, de onderste blaadjes staan in een rechte hoek langs de steel en liggen in hetzelfde vlak als de andere blaadjes. De bladranden zijn gezaagd, zonder of met korte tanden.
De sporenhoopjes zijn streepvormig en liggen langs de bladrand aan de onderzijde van het blad. De sporen zijn rijp van juli tot september.

## Habitat
De lancetvormige streepvaren komt voor in montane gebieden, op zandsteenrotsen op beschaduwde en vochtige plaatsen, samen met onder andere de noordse streepvaren (A. septentrionale) en de zwartsteel (A. adiantum-nigrum)

## Voorkomen
De lancetvormige streepvaren komt voor in West- en Midden-Europa, voornamelijk in de Elzas, Baden-Württemberg, Rijnland-Palts, Zwitserland en plaatselijk in Duitsland, Luxemburg en België.

## Verwante en gelijkende soorten
Verwarring is mogelijk met de genaalde streepvaren (Asplenium fontanum), de Forez-streepvaren (Asplenium foreziense) en met Asplenium jahandiezii. De lancetvormige streepvaren heeft echter korte tanden, de onderste deelblaadjes staan in een rechte hoek en in hetzelfde vlak als de andere. Verder is het een van de weinige streepvarens die kalk mijdt.
... · 
A. adiantum-nigrum (Zwartsteel) · 
A. adulterinum · 
A. aethiopicum · 
A. ×alternifolium · 
A. anceps · 
A. aureum · 
A. azoricum · 
A. billotii (Lancetvormige streepvaren) · 
A. bulbiferum · 
A. ceterach (Schubvaren) · 
A. cuneifolium · 
A. filare · 
A. fissum · 
A. fontanum (Genaalde streepvaren) · 
A. foreziense (Forez-streepvaren) · 
A. hemionitis · 
A. jahandiezii · 
A. lepidum · 
A. lolegnamense · 
A. majoricum · 
A. marinum (Zeestreepvaren) · 
A. nidus (Nestvaren) · 
A. obovatum · 
A. octoploideum · 
A. onopteris · 
A. petrarchae · 
A. ruta-muraria (Muurvaren) · 
A. scolopendrium (Tongvaren) · 
A. seelosii · 
A. septentrionale (Noordse streepvaren) · 
A. trichomanes (Steenbreekvaren) · 
A. trichomanes subsp. coriaceifolium · 
A. trichomanes subsp. pachyrachis · 
A. trichomanes subsp. quadrivalens · 
A. trichomanes subsp. trichomanes · 
A. viride (Groensteel) · 
A. viviparum · 
...